# Толбеев, Зуфар Ягфарович
Зуфа́р Ягфа́рович Толбе́ев (род. 19 февраля 1958, Магнитогорск, Челябинская область) — советский и российский артист балета, балетмейстер, хореограф, постановщик, режиссёр, деятель искусств. Главный балетмейстер Государственного Омского академического русского народного хора. Заслуженный артист Российской Федерации. Заслуженный деятель искусств Российской Федерации.

## Биография
Зуфар Толбеев родился 19 февраля 1958 года в Магнитогорске. Во втором классе начал заниматься танцами. В восьмом классе понял, что хочет связать с танцами свою профессиональную жизнь. Окончил Царскосельский филиал Санкт-Петербургской государственной академии театрального искусства по специальности «режиссёр эстрады».
В армии танцевал в ансамбле песни и пляски Сибирского военного округа.

## Семья
Отец, Ягфар Толбеев — был токарем на Магнитогорском металлургическом комбинате, мать — работала там же машинистом башенного крана.
Жена — работала заведующей отделением в детской больнице. Сын был кадетом.

## Творческая деятельность
Зуфар Толбеев стал танцевать профессионально в 1975 году. Свою танцевальную карьеру начал в Мордовском ансамбле песни и танца «Умарина», затем танцевал в ансамбле Сибирского военного округа. Большую часть своей творческой карьеры, с 1978 по 1990 годы, проработал в Красноярском ансамбле танца Сибири у Михаила Годенко. Весте с коллективом объездил полмира с гастролями. Активно гастролировать стал после 1980 года, когда прошла Олимпиада в Москве, на которой Годенко был главным балетмейстером.
В 1996 году артист ушёл на пенсию и больше не танцевал.
Позже начал балетмейстерскую работу. Первую постановку Толбеев осуществил в самодеятельном коллективе в Красноярске. В неё вошли несколько разножанровых танцев, которые он отснял и показал Михаилу Годенко. Тот был сильно удивлён и назвал Толбеева «постановщиком», что для него было высшей похвалой. Балетмейстер порекомендовал ему продолжить работу в выбранном направлении.
Затем Зуфар Толбеев устроился бесплатно внештатным педагогом в только что открывшееся Красноярское хореографическое училище.
Потом балетмейстер создал свой коллектив в Санкт-Петербурге и был приглашён для работы над спектаклем «Древо жизни», построенным на фольклоре Вологодской области, в Череповец. Там же работал над проектом Юрия Шевчука рок-балетом «Я получил эту роль» на музыку группы ДДТ.
В 1990—1992 годах Толбеев был художественным руководителем Театра музыки и танца «Петербургская мозаика».
С 1993 по 2010 год являлся главным балетмейстером Русского национального театра в городе Череповец. Был автором и постановщиком народно-танцевальных сцен и вокально-хореографических композиций большинства спектаклей и концертных программ. Среди них — «Древо жизни», «Весёлое представление», «У нас нынче праздник», «Это здорово!».
В 2002 году Толбеев создал ряд новых хореографических номеров и композиций для совместного российско-французского проекта под названием «От древней Руси до современной России».
В 2010—2011 годах работал главным балетмейстером Череповецкого государственного ансамбля «Русский Север».
С 2011 по 2013 год был директором и руководил студенческой практикой в Череповецком областном училище искусств и ремёсел им. В. В. Верещагина. А также работал режиссёром Вологодской филармонии.
В 2013 году Зуфар Толбеев участвовал в аттестации балетной группы Омского народного хора, и бывший тогда директор Омской филармонии Василий Евстратенко предложил ему возглавить танцевальную группу коллектива. Спустя полгода уговоров Толбеев согласился, пожертвовав личной жизнью. На протяжении 10 лет балетмейстер жил на расстоянии с семьёй и был главным балетмейстером Государственного Омского академического русского народного хора.
Как балетмейстер, Зуфар Толбеев осуществил более 90 постановок фольклорных, народно-сценических, эстрадных и современных танцев в концертных программах и спектаклях. Здесь были поставлены:
- масштабная вокально-хореографическая сюита «Зимние сибирские забавы»,
- «Ожившие скульптуры Омска»,
- «Здорово ночевали казаки»,
- «Откровения истории России»,
- «Ермак. Легенда Сибири»
- проект «Наследники Сибири» с дополнительной реальностью.
- «Хлопуха»,
- «Топотуха»,
- «Танец с пиджаками»,
- «Омская крутеха»,
- «Кадриль со зрителем»,
- «Жили у бабуси».
- вокально-хореографическая композиция «Четыре картины из жизни золотодобытчиков»,
- вокально-хореографическая композиция «Ехал я из Берлина»,
- вокально-хореографическая композиция «Пять тысяч бескозырок»
- масштабная вокально-хореографическая сюита «Омская ярмарка»
- «Омский степ»,
- вокально-хореографическая композиция «Плавала лебёдушка»
- «Золотодобытчики»
- «Омские виртуозы»

С Омским народным хором Толбеев продолжил гастролировать по стране — в Поволжье, на Урале, по Сибири, на Дальнем Востоке и т. д.
Постановки Зуфара Толбеева отличают зрелищность, обилие сложных элементов и трюков, неординарный сюжет, интрига, выразительные герои и юмор. В своём творчестве балетмейстер использует такие направлениям хореографии, как степ, хип-хоп, брейк-данс, классический и современный танец.
В 2015 году балетмейстер стал постановщиком хореографического спектакля «Сказания земли марийской» в Марийском драматическом театре имени М. Шкетана. Использовав минимум марийского хореографического текста, постановщик направил большое внимание на музыкальное оформление и драматургию, а также на актёрское дарование артистов балета.
К 60-летию Толбеева в Концертном зале Омской филармонии состоялся его бенефис под названием «С танцем по жизни» с участием Омского русского народного хора.

#### Рок-балет
Балетмейстеру Зуфару Толбееву случайно в руки попался диск группы «ДДТ». Послушав музыку, творец почувствовал в ней народные корни, увидел танец и вдруг у него родилась идея рок-балета. Толбеев позвонил Юрию Шевчуку и попросил разрешения использовать его музыку. Шевчук был удивлён и заинтересован необычной идеей и попросил позвать его на премьеру. В тот момент балетмейстер руководил в Череповце Русским национальным театром при ОАО «Северсталь» и там, в 2001 году, под фонограмму поставил рок-балет «Я получил эту роль». Юрий Шевчук приезжал в Череповец посмотреть на результат. Эта работа вызвала большой резонанс в культурной жизни страны и получила высокую оценку специалистов и зрителей. После этого спектакль «Я получил эту роль» также показывали в зале «Октябрьский» в Санкт-Петербурге, а его фрагменты — в «Олимпийском» в Москве. Спектакль гастролировал и в других городах страны — Ярославле, Вологде, Великом Новгороде, Костроме, Рыбинске, Иваново и Владимире.

## Награды
1980 год — Почётная грамота Министерства культуры РСФСР.
5 июня 2000 года — За заслуги в области искусства главный балетмейстер Русского национального театра города Череповец Вологодской области, Толбеев Зуфар Ягфарович был удостоен почётного звания «Заслуженный артист Российской Федерации».
4 октября 2008 года — За заслуги в области искусства главный балетмейстер Русского национального театра Дворца металлургов открытого акционерного общества «Северсталь», город Череповец Вологодской области, Толбеев Зуфар Ягфарович, был удостоен почётного звания «Заслуженный деятель искусств России».
25 апреля 2023 года — лауреат ежегодного балетного Приза «Душа танца» в номинации «Маг народного танца» за выдающиеся заслуги и большой вклад в отечественную и мировую культуру.
31 июля 2023 года — За вклад в развитие отечественной культуры и искусства, многолетнюю творческую деятельность главный балетмейстер Государственного Омского академического русского народного хора был награждён «Орденом Дружбы».
Почётные грамоты и Благодарственные письма ОАО «Северсталь», мэрии города Череповца и областного департамента культуры.